# Kristine Bjørdal Leine
Kristine Bjørdal Leine (6 agosto 1996) è una calciatrice norvegese, difensore del Rosenborg e della nazionale norvegese.

## Palmarès

### Nazionale
- Algarve Cup: 1

2019